# New Scientist
New Scientist ist ein wöchentlich in englischer Sprache erscheinendes, internationales Periodikum mit Themen aus unterschiedlichen, vorwiegend naturwissenschaftlichen Disziplinen. New Scientist kann als populärwissenschaftliche Fachzeitschrift mit einem umfangreichen aktuellen Nachrichtenüberblick beschrieben werden. Thema sind seit dem Beginn des Erscheinens häufig auch die Auswirkungen von Forschung und Technik auf die Gesellschaft. Sitz der Hauptredaktion ist London.

## Geschichte
Die erste Ausgabe der Zeitschrift erschien am 22. November 1956, damals noch unter dem Titel The New Scientist. Schon im ersten Heft wurde programmatisch die geplante Themenbreite der Neugründung vorgeführt: Es enthielt u. a. Artikel zu den Themengebieten Astronomie (Unser Nachbar Mars), Mikrobiologie (So funktionieren Bakterien), Botanik (Wie Pflanzen und Früchte überleben), Medizin (Physiologie und Leichtathletik), ferner ein Porträt des Physikers Sir Edward Appleton, einen Bericht über das erste kommerziell zur Stromerzeugung eingesetzte Kernkraftwerk Calder Hall und einen Essay zum Verhältnis von Kunst und Naturwissenschaft (The Science-Arts barrier).
Anlass für die Herausgabe einer neuen, naturwissenschaftlichen Wochenschrift war 1956 eine selbst gestellte, politische Aufgabe: der Gründungsherausgeber Maxwell Raison wollte auf die zunehmende Bedeutung der Naturwissenschaften für die Wirtschaft in Großbritannien hinweisen und zugleich auf deren Zusammenwirken Einfluss nehmen. Im Editorial des ersten Heftes hieß es unmissverständlich: „Wenn Großbritannien eine erstklassige Wirtschaftsmacht bleiben möchte, dann müssen sich unsere Regierung, unser Parlament und unsere Bevölkerung die Bedeutung der Wissenschaft in diesem Jahrhundert weit stärker bewusst machen.“ Auch die Zielgruppe der Zeitschrift hat sich seit 1956 nicht verändert: „New Scientist wird für all jene Männer und Frauen herausgegeben, die sich für wissenschaftliche Entdeckungen interessieren und für deren industrielle, kommerzielle und soziale Folgen.“
New Scientist erschien bis April 2017 im Verlag Reed Business Information Ltd. mit einer britischen, einer US-amerikanischen und einer australischen Ausgabe, wurde dann aber verkauft an Kingston Acquisitions Limited, die unmittelbar danach ihren Namen in New Scientist Ltd. änderte. Im März 2021 wurde New Scientist von Daily Mail and General Trust übernommen.

## New Scientist heute
New Scientist wird sowohl von Wissenschaftlern als auch von wissenschaftlich interessierten Laien gelesen. Die Artikel unterliegen zwar keiner Peer-Review, die Qualität der Autoren hat jedoch dafür gesorgt, dass die Zeitschrift auch in Fachkreisen ein hohes Ansehen genießt. Ablesbar ist dies u. a. an der großen Zahl von Stellenangeboten, die in New Scientist veröffentlicht werden. Auch viele Tageszeitungen greifen Artikel aus New Scientist auf und bearbeiten sie für ihre eigene Leserschaft.
Jedes Heft von New Scientist enthält nach Inhaltsverzeichnis und Editorial in der Regel jeweils einen Nachrichtenüberblick mit Meldungen aus der vergangenen Woche (This week). Hier werden einerseits interessante Forschungsergebnisse mit Hinweis auf die Zeitschrift ihrer Erstveröffentlichung berichtet, andererseits aber auch Übersichtsartikel zu gesellschaftlich relevanten, umstrittenen Themen veröffentlicht – beispielsweise zur Kreationismus-Debatte in den USA, zum Klimawandel, zum Artenschutz oder zur Stammzellforschung. Es folgen Kommentare, mehrere Seiten meist fachlich fundierter Leserbriefe und Informationen zu technischen Neuheiten. Etwa ein Drittel jeder Ausgabe ist selbst recherchierten, von Wissenschaftsjournalisten verfassten Hintergrundberichten und Interviews mit bekannten Forschern gewidmet. Nach den Seiten mit den Stellenangeboten folgt jeweils – auf der letzten Innenseite – die Rubrik The last word, wobei dieses „Schlusswort“ von den Lesern geschrieben wird: Sowohl im gedruckten Heft als auch online können die Leser von New Scientist Fachfragen stellen, die andere Leser hernach beantworten. Aus dieser häufig gleichermaßen informativen wie originellen Rubrik sind bereits mehrere Bücher hervorgegangen, und sie diente auch diversen deutschen Zeitungen als Vorlage für ähnliche Beteiligungsaktionen für Leser.

## Online-Archiv
Seit 1996 unterhält New Scientist auch eine Website mit einer frei zugänglichen, ständig aktualisierten Nachrichtenauswahl und einem kostenpflichtigen Online-Archiv. Auch einige längere Artikel aus der Druckausgabe werden in voller Länge kostenlos zum Herunterladen angeboten. Private Abonnenten der gedruckten Ausgabe können kostenlos auf das Online-Archiv zugreifen. Für Schulen und andere kulturelle Einrichtungen, die New Scientist abonniert haben, kann auf Anfrage ebenfalls ein kostenloser Zugriff auf das Online-Archiv eingerichtet werden.

## Deutsche Ausgabe
Im Juni 2012 kündigte der Spiegel-Verlag an, eine wöchentliche deutsche Lizenzausgabe von New Scientist sowohl in gedruckter als auch digitaler Form (E-Paper) herauszugeben, deren erstes Heft am 2. November 2012 erschien. Anfang April 2013 teilte der Verlag mit, die deutsche Ausgabe werde zum 31. Mai 2013 wegen zu geringer Nachfrage wieder eingestellt.

## Belege
1. ↑  Editorial des Jubiläumsheftes 50 Jahre New Scientist: Fifty and counting. In: New Scientist. Band 192, Nr. 2578, 18. November 2006, S. 5, doi:10.1016/S0262-4079(06)61050-6.
2. ↑  „If Britain is to remain a first-class economic power, our government, our Parliament and our people must become far more keenly aware of the ascendancy of science in this century.“
3. ↑  „The New Scientist is published for all those men and women who are interested in scientific discovery and its industrial, commercial and social consequences.“
4. ↑  Reed Business Information sells New Scientist magazine. Auf: mumbrella.com.au vom 18. April 2017, zuletzt abgerufen am 20. Mai 2022.
Dokumente zur Namensänderung. Auf: companieshouse.gov.uk, zuletzt abgerufen am 20. Mai 2022.
5. ↑  Daily Mail owner buys New Scientist magazine in £70m deal. Auf: theguardian.com vom 3. März 2021.
6. ↑  U. a. Mick O’Hare: Warum fallen schlafende Vögel nicht vom Baum? Wunderbare Alltagsrätsel. Piper, München; Mick O’Hare: Was macht die Mücke beim Wolkenbruch. Neue wunderbare Alltagsrätsel. Piper, München; Mick O’Hare: Wie dick muss ich werden, um kugelsicher zu sein? 101 Antworten auf Fragen, die uns alle beschäftigen. Fischer-Taschenbuchverlag, Frankfurt.
7. ↑  (dpa/lno): „Spiegel“-Verlag startet deutschen „New Scientist“. Auf: welt.de vom 8. Juni 2012, zuletzt abgerufen am 20. Mai 2022.
8. ↑  New Scientist Deutschland: Die erste Ausgabe – New Scientist. (Memento vom 3. November 2012 im Internet Archive) Im Original publiziert auf new-scientist.de vom 1. November 2012.
9. ↑  In eigener Sache: Der deutschsprachige New Scientist wird Ende Mai 2013 eingestellt. Auf: spiegel.de vom 11. April 2013, zuletzt abgerufen am 20. Mai 2022.